# Постоянная Капрекара
Постоянная Капрекара — число, равное 6174.

## Функция Капрекара
Число 6174 имеет следующую особенность. Выберем любое четырёхзначное число n, больше 1000, в котором не все цифры одинаковы (всюду предполагается использование десятичной системы счисления, если не оговорено иное). Расположим цифры сначала в порядке возрастания, затем в порядке убывания. Вычтем из большего меньшее. Производя перестановки цифр и вычитания, нули следует сохранять. Описанное действие назовём функцией Капрекара K(n). Повторяя этот процесс с получающимися разностями, не более чем за семь шагов получим число 6174, которое будет затем воспроизводить само себя.
Это свойство числа 6174 было открыто в 1949 году индийским математиком Д. Р. Капрекаром, в честь которого оно и получило своё название.

## Примеры
Для числа 3412:
4321 − 1234 = 3087 →
8730 − 0378 = 8352 →
8532 − 2358 = 6174;
Для числа 1100:
1100 − 0011 = 1089 →
9810 − 0189 = 9621 →
9621 − 1269 = 8352 →
8532 − 2358 = 6174.
Для числа 7641:
7641 − 1467 = 6174.

## Другие свойства
6174 — число харшад, поскольку оно делится на сумму своих цифр:
6174 = (6 + 1 + 7 + 4) × 343.
6174 — практичное число, так как любое число, меньшее 6174, можно представить в виде суммы разных делителей числа 6174. Ближайшие числа с этим свойством — 6160, 6162, 6180, 6188. Кроме того, 6174 — число Цумкеллера (англ. Zumkeller number), так как множество делителей числа 6174 можно разбить на два подмножества с равными суммами (7800).
Не существует натурального числа, при делении которого на сумму его цифр получается 6174. Ближайшие числа с этим свойством — 6123, 6150, 6185, 6189.
Число 6174 представимо в виде суммы трёх первых натуральных степеней числа 18:
183 + 182 + 181 = 5832 + 324 + 18 = 6174.
Сумма квадратов простых множителей числа 6174 — точный квадрат:
22 + 32 + 32 + 72 + 72 + 72 = 4 + 9 + 9 + 49 + 49 + 49 = 169 = 132.

## Обобщения
Для трёхзначных чисел аналог постоянной Капрекара  число 495 (процедура сходится к нему максимум через шесть итераций для любого трёхзначного числа без повторяющихся цифр). Для чисел с бо́льшим, чем 4, числом знаков, преобразование Капрекара в большинстве случаев рано или поздно приводит к циклическим повторениям чисел, но не к неподвижной точке n = K(n). Имеется два шестизначных числа, являющихся неподвижными точками преобразования Капрекара (549 945 и 631 764). Для двух-, пяти- и семизначных чисел неподвижных точек преобразования Капрекара не существует.
Любое число вида 633…331766…664 (где количество цифр в последовательностях шестёрок и троек одинаково) является неподвижной точкой n = K(n). Сама постоянная Капрекара тоже является числом этого вида. Однако не любая неподвижная точка может быть записана в таком виде.